# Boxley
Boxley – wieś w Anglii, w hrabstwie Kent, w dystrykcie Maidstone. Leży 7 km na północ od miasta Maidstone i 50 km na południowy wschód od centrum Londynu.